# لوسووو (استان لهستان بزرگ‌تر)
لوسووو (به لاتین: Lusowo) یک روستا در لهستان است که در گمینا تارنووو پودگورنه واقع شده‌است. لوسووو ۱٬۱۵۵ نفر جمعیت دارد.